# Municipio de Florence (condado de Erie)
El municipio de Florence (en inglés: Florence Township) es un municipio ubicado en el condado de Erie en el estado estadounidense de Ohio. En el año 2010 tenía una población de 2448 habitantes y una densidad poblacional de 35,88 personas por km².

## Geografía
El municipio de Florence se encuentra ubicado en las coordenadas 41°19′25″N 82°22′54″O / 41.32361, -82.38167. Según la Oficina del Censo de los Estados Unidos, el municipio tiene una superficie total de 68.23 km², de la cual 67,73 km² corresponden a tierra firme y (0,73 %) 0,49 km² es agua.

## Demografía
Según el censo de 2010, había 2448 personas residiendo en el municipio de Florence. La densidad de población era de 35,88 hab./km². De los 2448 habitantes, el municipio de Florence estaba compuesto por el 98,2 % blancos, el 0,25 % eran afroamericanos, el 0,41 % eran amerindios, el 0,12 % eran asiáticos, el 0,12 % eran de otras razas y el 0,9 % eran de una mezcla de razas. Del total de la población el 1,63 % eran hispanos o latinos de cualquier raza.